# Операция «Благословение»
Операция «Благословение» (англ. Operation Blessing International Relief and Development Corporation (OBI)) — международная благотворительная христианская организация. Основана американским телепроповедником-евангелистом Пэтом Робертсоном в 1978 году. За время своего существования организация оказала помощь нуждающимся на сумму около 1,2 млрд долл. В совет управляющих Operation Blessing входят сам Робертсон, его жена и сын Гордон.